# Piogaster daisetsuzana
Piogaster daisetsuzana är en stekelart som beskrevs av Kusigemati 1985. Piogaster daisetsuzana ingår i släktet Piogaster och familjen brokparasitsteklar. Inga underarter finns listade i Catalogue of Life.